# Crambus perlella
Crambus perlella  (лат.) — вид чешуекрылых насекомых из семейства огнёвок-травянок. Распространён в Европе, Азии и Северной Америке. Обитают повсеместно, обычны на лугах. Размах крыльев 22—28 мм. Имаго блестяще-белые или тёмно-коричневые. Гусеницы питаются на овсянице (овсяница овечья, Festuca duriuscula), луговике (Deschampsia flexuosa).